# Каневе, Мишель
Мишель Каневе (фр. Michel Canévet)  — французский политик, сенатор от департамента Финистер.

## Биография
Родился 14 декабря 1960 года в городе Пон-л'Аббе (департамент Финистер). Окончил Бизнес-школу Бреста.
В 1983 году Мишель Каневе был избран в муниципальный совет коммуны Плонеур-Ланверн, с 1989 по 1992 годы был вице-мэром коммуны. 5 апреля 1992 года был избран мэром Плонеур-Ланверна, и впоследствии трижды, в 1995, 2001 и 2008 годах, побеждал на муниципальных выборах и переизбирался на пост мэра. В 2004 году стал президентом Ассоциации коммун земли Верхний Бигуден. 
В марте 1992 года был избран в Генеральный совет департамента Финистер от кантона Плонеур-Ланверн; переизбирался советником еще трижды, в 1994, 2001 и 2008 годах. С 1994 по 1998 года, в период большинства правых, занимал пост вице-президента Генерального совета. С 2009 по 2014 год был лидером оппозиции в Генеральном совете департамента Финистер.
Мишель Каневе трижды, в 2002, 2007 и 2012 годах, безуспешно баллотировался в депутаты Национального собрания Франции по 7-му избирательному округу департамента Финистер. Также неудачной была его попытка избраться в Сенат Франции в 2008 году. Только в октябре 2014 года, возглавив самостоятельный блок центристов на очередных выборах в Сенат, он сумел завоевать мандат сенатора. 
Член партии Союз за французскую демократию, после ее раскола он примкнул к Демократическому движению Франсуа Байру, но в 2009 году вместе с Жаном Артюи стал участником создания Альянса центристов, возглавил его отделение в департаменте Финистер. В 2012 году стал одним из основателем Союза демократов и независимых.
В Сенате Мишель Каневе является членом комиссии по финансам.

## Занимаемые выборные должности
1983 — 1989 — член совета коммуны Плонеур-Ланверн 

1989 — 1992 — вице-мэр коммуны Плонеур-Ланверн 

29.03.1992 — 13.10.2014 — член Генерального совета департамента Финистер от кантона Плонеур-Ланверн
 
05.04.1992 — 30.09.2017 — мэр коммуны Плонеур-Ланверн 

03.1994 — 03.1998 — вице-президент Генерального совета департамента Финистер 
 
с 01.10.2014  — сенатор от департамента Финистер